# برت پل
برت پل (انگلیسی: Barrett Pall؛ زادهٔ ۱۵ مارس ۱۹۸۸) هنرپیشه، و مانکن اهل ایالات متحده آمریکا است.